# Les Parapluies de Cherbourg
Les Parapluies de Cherbourg è un film del 1964 diretto da Jacques Demy, vincitore del Grand Prix come miglior film al 17º Festival di Cannes.
Film francese completamente cantato che segna l'affermazione di Catherine Deneuve e in cui compare come coprotagonista l'attore italiano Nino Castelnuovo.

## Trama

La storia inizia nel novembre 1957 e termina nel dicembre 1963. Geneviève vive a Cherbourg con la madre vedova che gestisce un negozio di ombrelli. Ama Guy, giovane meccanico. Sul loro rapporto cade l'improvvisa tegola del richiamo alle armi (la guerra d'Algeria sta raggiungendo un livello particolarmente aspro). I due giovani si promettono eterno amore ma quando Geneviève scopre di essere incinta, Guy ha dovuto ormai partire per il fronte. Nei primi mesi si scrivono, ma poi Guy non risponde alle lettere di Geneviève, che spinta dalla madre, sposa Roland, un giovane e facoltoso rappresentante di gioielli che si è innamorato di lei. I due si trasferiscono a Parigi. Tornando dalla guerra, Guy non trova più la sua amata. La sua disperazione è alleviata da Madeleine, un'amica d'infanzia, e i due si sposano. Passano alcuni anni. Guy ha ormai dei figli e gestisce una stazione di servizio. Per caso Geneviève, accompagnata da una giovanissima figlia, si ferma a far rifornimento e i due si incontrano. Il loro amore non è spento ma ambedue comprendono che ormai non avrebbe più senso aggrapparsi al passato e proseguono per le loro strade, ormai definitivamente separate.

## Analisi critica
In un pezzo dell'estate del 2024 il direttore dei Cahiers du cinéma Marcos Uzal nel presentare Jacques Demy come uno degli inventori delle forme del cinema degli anni Sessanta scrive, a proposito di Les parapluies de Cherburg, come questo film, innovativo nell'uso del canto e della musica, non sia meno rivoluzionario, ad esempio, di L'année dernière à Marienbad o Vivre sa vie. Attraverso una scelta dei tempi che dà lo spazio più lungo (quaranta minuti) all'inizio dell'amore, quando ancora questo non è soggetto alle date, e un altro sempre più ristretto che ne segna l'eclisse, alla fine gli spettatori, continua Uzal, rimangono gli unici custodi di ricordi che Guy e Geneviève hanno oramai dimenticato.

## Riconoscimenti
- 1964 - Festival di Cannes
  - Grand Prix per il miglior film
  - Grand Prix tecnico
  - Premio OCIC
- 1963 - Premio Louis-Delluc